# Presto-Matic
La M6 Presto-Matic fue una transmisión semiautomática producida por Chrysler entre 1946 y 1953, que consistía en una transmisión manual especial con un acoplamiento fluido. Aunque tenía solo dos marchas hacia adelante, disponía de una unidad de sobremarcha accionada eléctricamente, que se podía aplicar sobre cualquier otra marcha para disponer de un total de cuatro velocidades de avance.
El conductor debía pisar el pedal del embrague para seleccionar la marcha baja, alta o la marcha atrás. Una vez en marcha, el acelerador se podría soltar y el automóvil activaba la sobremarcha. Gracias al acoplamiento fluido, se podía detener el automóvil en cualquier marcha sin necesidad de desacoplar el embrague, comportándose como una caja automática hidráulica.
El nombre Presto-Matic solo se usó en automóviles de la marca Chrysler. DeSoto llamó a la transmisión Tip-Toe Shift, mientras que Dodge usó los nombres Gyro-Matic, Fluid-Matic, Fluidtorque o Gyro-Torque. Chrysler y DeSoto incorporaron esta transmisión entre 1946 y 1953, mientras que Dodge no la introdujo hasta 1948. Plymouth introdujo su sistema semiautomático "Hy-Drive" en 1953, aunque todos ellos serían sustituidos por el cambio automático hidráulico "PowerFlite" en 1954.

## Operación
Adjunto a la transmisión había un "reductor" con un engranaje de relación 1,75/1. La palanca de cambios estaba montada en una columna y tenía tres posiciones: Baja (en la posición "segunda" de una unidad manual convencional de 3 velocidades), Alta (en la posición "tercera"), y marcha atrás (igual que la de 3 velocidades). El embrague tenía que pisarse cada vez que se movía la palanca de cambios. Cuando se colocaba la palanca en Baja, el automóvil arrancaba con el "reductor"; cuando el vehículo alcanzaba una velocidad mínima de 6 mph (9,7 km/h), el conductor levantaba el pie del acelerador, la unidad del reductor se desactivaba y el automóvil quedaba en Baja. De manera similar, con la palanca en la posición Alta, el automóvil arrancaba con el "reductor" activado, y a cualquier velocidad por encima de 13 mph (20,9 km/h), el conductor levantaba el pie del acelerador y el automóvil “cambiaba” a la marcha directa.
Esta configuración tuvo el efecto de proporcionar 4 relaciones de transmisión:
- Reductor en Baja, 3.57/1,
- Baja 2.04/1,
- Reductor en Alta, 1.75/1,
- Alta, 1/1.

Para que la unidad funcionase sin choques entre los engranajes, contenía un dispositivo de marcha libre (en reducción, baja y alta), y el manual del propietario advertía a los conductores de que no usaran la “1ra o la 3ra” marcha al descender colinas porque no había freno de compresión del motor en esos rangos de rueda libre. Generalmente, la mayoría de los conductores arrancaban un coche con transmisión M6 en Alta y lograban el cambio a conducción directa en algún momento entre 13 y 25 millas por hora soltando el pedal del acelerador y esperando el "sonido mecánico" que indicaba la desconexión de la reducción. Un automóvil M6 cambiaba automáticamente de Alta a Baja cuando la velocidad del automóvil cayera por debajo de aproximadamente 11 MPH.